# Buddy Lucas
Buddy Lucas (16. srpna 1914 – 18. března 1983) byl americký jazzový saxofonista a hráč na foukací harmoniku. Během své kariéry spolupracoval s mnoha hudebníky, mezi něž patří například Yusef Lateef, Johnny „Hammond“ Smith, Albert Ayler, Laura Nyro a Lou Donaldson. Spolupracoval také s kytaristou Jimim Hendrixem – hrál na harmoniku v písni „Once I Had a Woman“ z posmrtně vydaného alba Midnight Lightning (1975). Rovněž byl kapelníkem řady vlastních skupin.